# Dimmuborgir

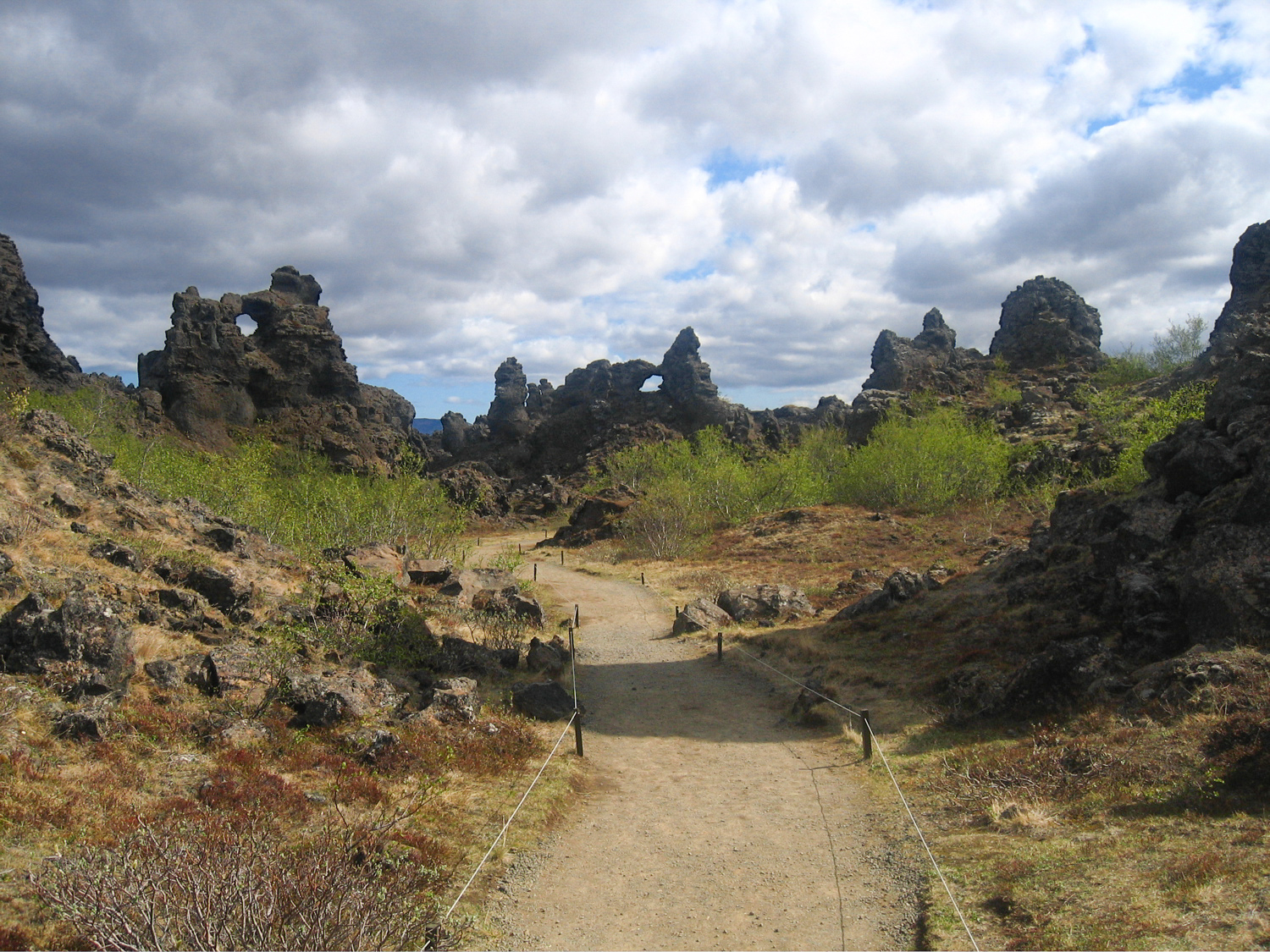
Wandelpad in Dimmuborgir.

Dimmuborgir (duistere burchten) is een natuurreservaat op Noord-IJsland bij het Mývatn. Het gebied kenmerkt zich door zeer grillige en grote rotsformaties die bestaan uit vulkanisch gesteente dat ontstond bij vulkanische uitbarstingen van ongeveer 3000 jaar geleden. Het afgekoelde lava lag waarschijnlijk op een zachte onderlaag, en toen die eenmaal was weggespoeld stortte het lavadak in.
De naam samengesteld uit twee IJslandse woorden:
- Dimmur → grimmig/donker
- Borg → fort/kasteel/stad.

Het is duidelijk waarom dit gebied deze naam draagt: de rotsformaties hebben veel weg van een oud, vervallen en grimmig kasteel. De IJslandse overheid verplicht toeristen op de paden te blijven, omdat ze gemakkelijk de tere natuur kunnen beschadigen. Bovendien is het niet moeilijk om in het reservaat te verdwalen.
De Noorse black metalband Dimmu Borgir heeft zijn naam ontleend aan dit gebied.